# Mount Pilkington
Mount Pilkington är ett berg i Kanada.   Det ligger på gränsen mellan British Columbia och Alberta, i den västra delen av landet, 3 100 km väster om huvudstaden Ottawa. Toppen på Mount Pilkington är 3 301 meter över havet, eller 488 meter över den omgivande terrängen. Bredden vid basen är 7,7 km.
Terrängen runt Mount Pilkington är bergig västerut, men österut är den kuperad.Trakten runt Mount Pilkington är nära nog obefolkad, med mindre än två invånare per kvadratkilometer.. Det finns inga samhällen i närheten. 
Trakten runt Mount Pilkington är permanent täckt av is och snö.